# 绿色投资
绿色投资（Green investment）的概念起源于欧美金融投资家对其投资对象进行投资决策时的项目分类。区别于传统的金融投资，绿色投资把经济收益性之外的环境问题等也列入了投资决策的重要考量项目。

## 简介
绿色投资，超越了股票债券以及私募股权、房地产、矿产等另类投资一直以来的传统类型的投资理念范畴，被视为解决全球变暖，森林破坏等环境问题的有效对策，同时也是综合考量了各类社会问题的先进投资理念。绿色投资的具体投资对象涉及股票、债券、私募股权、房地产、基础设施、森林植树、农业农地等多个领域。
从20世纪末开始，注重环境保护以及社会责任的绿色投资的必要性就已经渐渐被金融投资家们所认知，但由于其投资对象仅限于社会公益型项目(自然保护基金)，或者是必须牺牲投资回报率才能创造社会价值的投资项目，所以通常被当作企业政府宣传活动的一环，整体的投资规模非常有限。
2010年之后，绿色投资被社会保险基金以及保险公司等长期投资家作为主要投资对象所慢慢接受。特别是通过近年联合国、达沃斯会议等发表的一系列联合声明，投资家开始深刻地认识到，地球变暖所造成的日趋频繁的异常气象对人类生存环境的威胁越发巨大，与此同时作为元凶的温室气体（二氧化碳）的排放企业也将在未来无法进行可持续性的企业发展。
例如，随着地球变暖的加剧，温室气体的排放量将会受到更加严格的限制，到时即使化石燃料的埋藏量仍然足够供给，企业也将无法使用这些燃料。据估算，排放温室气体最多的发电用石化燃料的开采企业将会损失其70%的企业价值。从投资的角度来看，对于此类企业/项目的投资显然缺乏合理性，因此向来重视投资回报率的投资家们也已经开始寻求其他的投资机会。

## 具體的投資對象
綠色投資的投資對象包括：
- 重視環境以及永續（或綠色）發展企業的股票或債券
- 再生能源或新能源企業的的股票或股份
- 綠色基礎設施例如交通或水資源
- 綠色房地產
- 永續農場、林場、牧場、漁業養殖場投資[1]

## 森林植树投资/农地投资
一直以来，环境重视型的投资更多的是指一些不计较投资回报的自然保护基金，或者是对于清洁能源技术项目，节能型基础设施项目等的投资。近年来，对于温室气体有直接吸收削减效果的森林植树和农地投资也吸引了越来越多投资家们的关注。
生产产业用材的人工林以及出产粮食的农地，在拥有严格投资管理规定的长期投资家资金的监督下，遵循远超普通机构的管理标准，运用可持续性的先进管理生产方式，可以有效吸收削减温室气体，从而起到直接保护环境的作用，因此被认为是最有效的绿色投资之一。
在建筑材料技术方面，最近成功研发的技术已经证明了使用木材可以在短期内建造和钢筋水泥结构相同强度的30层建筑。在发电技术方面，减少化石燃料发电的同时普及木材生物质发电技术的应用，有助于平衡大气中二氧化碳的总量，从而促进能源的有效利用和循环。可以坚信，绿色投资促生的大规模资金，将被运用于各类新型技术的开发和普及，从而有效地促进能源、金属资源、机械设备等传统产业的不断更新，最终有助于推动实现生态环境和社会经济的可持续性发展。